# Mymaromma goethei
Mymaromma goethei is een vliesvleugelig insect uit de familie Mymarommatidae. De wetenschappelijke naam is voor het eerst geldig gepubliceerd in 1920 door Girault.